# Eois furvibasis
Eois furvibasis är en fjärilsart som beskrevs av Paul Dognin 1913. Eois furvibasis ingår i släktet Eois och familjen mätare. Inga underarter finns listade i Catalogue of Life.